# کن لوچ
کنت "کِن" لوچ (به انگلیسی: Kenneth "Ken" Loach) (زاده ۱۷ ژوئن ۱۹۳۶) کارگردان سینما و تلویزیون اهل انگلستان است. او به‌خاطر سبک کارگردانی ناتورالیستی و متأثر از واقع‌گرایی اجتماعی شناخته می‌شود. کن لوچ دو بار موفق به دریافت نخل طلای جشنواره فیلم کن شده؛ یک بار در سال ۲۰۰۶ برای فیلم بادی که کشتزار جو را تکان می‌دهد، و یک بار در سال ۲۰۱۶ برای فیلم من، دانیل بلیک. فیلم دیگرش، قوش، در نظرسنجی بنیاد فیلم بریتانیا رتبهٔ هفتم از ۱۰۰ فیلم برتر بریتانیایی قرن بیستم را به‌دست‌آورد.

## دوران کودکی
کنت چارلز لوچ در نونیتون، وارویک‌شر در ۱۷ ژوئن ۱۹۳۶، فرزند ویوین (با نام خانوادگی هاملی) و جان لوچ به دنیا آمد. او در دبیرستان گرامر کینگ ادوارد ششم تحصیل کرد و در ۱۹ سالگی به نیروی هوایی سلطنتی پیوست. او سپس حقوق را در کالج سنت پیتر، آکسفورد خواند و با مدرک درجه سوم فارغ‌التحصیل شد. به‌عنوان عضوی از انجمن تئاتر تجربی، او در سال ۱۹۵۹ نمایشی روباز از بازار بارتولومیو را برای تئاتر یادبود شکسپیر کارگردانی کرد که در آن خود نیز نقش دن جردن ناکم را ایفا می‌کرد.

## آثار

### تلویزیون (گزیده)
- کاترین (یک قسمت از سریال تله‌داستان) (۱۹۶۴)؛ اولین تجربه کارگردانی کن لوچ
- سریال زد- کارز (کارگردانی سه قسمت) (۱۹۶۴)
- سریال خاطرات یک مرد جوان (کارگردانی سه قسمت) (۱۹۶۴)
- سریال نمایش چهارشنبه (کارگردانی ۱۰ قسمت) (۱۹۶۴)
- کتی به خانه بیا (یک قسمت از سریال نمایش چهارشنبه) (۱۹۶۶)

### سینما
- گاو بیچاره (۱۹۶۷)؛ اولین فیلم کن لوچ
- قوش (۱۹۶۹)
- زندگی فامیلی (۱۹۷۱)
- جک سیاه (۱۹۷۹)
- نگاه کنید و لبخند بزنید (۱۹۸۱)
- سرزمین پدری (۱۹۸۶)؛ بازسازی فیلم آمریکایی آواز آبی‌ها در قرمز
- دستور کار پنهان (۱۹۹۰)
- اراذل و اوباش (۱۹۹۱)
- سنگ‌باران (۱۹۹۳)
- کفش‌دوزک، کفش‌دوزک (۱۹۹۴)
- زمین و آزادی (۱۹۹۵)
- ترانه کارلا (۱۹۹۶)
- نام من جو است (۱۹۹۸)
- نان و گل‌های سرخ (۲۰۰۰)
- ناوبرها (۲۰۰۱)
- شانزده سالگی شیرین (۲۰۰۲)
- یازده سپتامبر ۲۰۰۱ (۲۰۰۲)؛ بخش بریتاتیا
- فقط یک بوسه (۲۰۰۴)
- بلیت‌ها (۲۰۰۵) (فیلمی ۳ اپیزودی به کارگردانی ارمانو اولمی، عباس کیارستمی و کن لوچ)
- بادی که کشتزار جو را تکان می‌دهد (۲۰۰۶)
- هر کس سینمای خودش (۲۰۰۷)؛ کارگردانی یکی از ۳۴ فیلم کوتاه
- این یک جهان آزاد است... (۲۰۰۷)
- در جستجوی اریک (۲۰۰۹)
- مسیر ایرلندی (۲۰۱۰)
- سهم فرشتگان (۲۰۱۲)
- روح ۴۵ (۲۰۱۳)؛ فیلم مستند
- تالار جیمی (۲۰۱۴)
- اینجانب، دانیل بلیک (۲۰۱۶)
- متأسفیم جا ماندی (۲۰۱۹)
- بلوط پیر (۲۰۲۳)

## جوایز و افتخارات
- خرس طلای افتخاری جشنواره فیلم برلین ۲۰۱۴[۵]
- او با فیلم بادی که کشتزار جو را تکان می‌دهد محصول ۲۰۰۶ نخل طلایی جشنواره فیلم کن را از آن خود کرد.